# Bury Me Deep
Bury me deep är en Gothic rockgrupp från Tyskland vars sångare Michelle Darkness är mer känd som frontfiguren i Gothic rockgruppen End of Green och för sitt soloprojekt med samma namn Michelle Darkness.

## Historia
Historien om "Fuge" (som gruppen från början hette) går tillbaka till början av nittiotalet när Leshi Love, Pain Pianowski och Carl Lost samlades i en replokal för att göra musik tillsammans. Ganska snabbt blev det uppenbart i vilken musikalisk riktning alla ville gå, influerad av U2, Sisters of Mercy och The Cure hade de skapat en stil som var annorlunda och outforskad på samma gång. Denna blandning gjorde det omöjligt att hänvisa dem till en viss genre.
När Michelle Darkness tog över sången under 1999 stod det klart direkt att det var den sista pusselbiten bandet hade saknat. De mörka sorgliga men också de rockiga låtarna började sammanstråla perfekt av Michelles röst till ett vackert, melankoliskt sound som få band har. Efter två studioinspelningar (2000 - Buried love (2005) - Sleepless sorrows har bandet återförenats igen. Efter en lång kreativ paus gick bandet tillbaka till studion, denna gång i Darklandcity (vilket är Michelle Darkness egen hemmastudio) för att förverkliga nya idéer, kort därpå kom deras skiva Nearly down som nådde en större europeisk publik. Nearly down är en skiva som har genererat blandade kommentarer från recensenter i Sverige.  

## Kuriosa
Före skivsläppet Nearly Down skrev Bury me deep kontrakt med det tyska indie-skivbolaget Silverdust Records som även har End of Green i sitt stall.

## Diskografi (album)
- Nearly down (2009)
- Sleepless sorrows (2005)
- Buried love 2000

## Medlemmar
- Michelle Darkness (gitarr, sång)
- Leshi Love (gitarr)
- Pain Pianowski (bas)
- Carl Lost (trummor)